# Eutrichota substriatella
Eutrichota substriatella är en tvåvingeart som först beskrevs av Malloch 1918.  Eutrichota substriatella ingår i släktet Eutrichota och familjen blomsterflugor. Inga underarter finns listade i Catalogue of Life.